# Gonçalbo de Roda
Gonçalbo de Roda (? - Valencia, 1349) fue un personaje, barbero de profesión, que vivió en la ciudad de Valencia durante el siglo XIV. 

## Biografía
Participó en la revuelta de la Unió contra el rey de Aragón, Pedro el ceremonioso, debido a la pretensión de un fortalecimiento del poder real, en un estado basado en los pactos entre el rey y las cortes y en la hegemonía ciudadana.
Gonçalbo tuvo una aportación peculiar a la llamada Guerra de la Unió (1347-1348). Tras la victoria de los rebeldes en Bétera y la Puebla Larga (Pobla Llarga), el propio rey se puso a la cabeza de las tropas, y tras la derrota de su ejército fue trasladado al palacio real de Valencia. El 6 de abril de 1348, cuatrocientas personas asaltaron el palacio real en medio de una gran crispación popular. Se obligó al rey y a la reina a bailar al son de canciones satíricas cantadas y en algunos casos creadas por Goçalbo de Roda, barbero de profesión. Así se vengaba el pueblo de las continuas humillaciones conferidas hacia ellos por las clases altas.
Tras estallar una epidemia de peste negra en Valencia, el rey fue liberado por miedo a que se contagiara. Los unionistas acabaron siendo vencidos. Veinte personas fueron ejecutadas y sus bienes expropiados, entre ellos el barbero Gonçalbo de Roda.